# Reunion (Santa Lucía)
Reunion es una localidad de Santa Lucía, que forma parte del distrito de Choiseul.